# Elvis Hammond
Elvis Zark Hammond (Accra, 6 oktober 1980) is een Engels-Ghanees voetballer die als aanvaller voor onder andere Fulham FC en RBC Roosendaal speelde.

## Carrière
Elvis Hammond speelde in de jeugd van Fulham FC, waar hij debuteerde op 19 september 2000, in de met 1-0 verloren uitwedstrijd in de League Cup tegen Chesterfield FC. Verder kwam hij dit seizoen niet in actie, en het seizoen er na werd hij aan Bristol Rovers FC verhuurd. In het seizoen 2002/03 speelde hij tien wedstrijden in de Premier League voor Fulham, wat hem daarna aan Norwich City FC verhuurde. De tweede helft van het seizoen 2004/05 werd hij aan RBC Roosendaal verhuurd. Hier debuteerde hij op 2 februari 2005, in de met 4-1 verloren uitwedstrijd tegen PSV. Hammond scoorde zijn eerste doelpunt op 18 februari 2005, in de met 2-0 gewonnen thuiswedstrijd tegen Willem II. In een half seizoen scoorde hij twee doelpunten, maar met vijf doelpunten in zes play-offwedstrijden wist hij zich met RBC te handhaven in de Eredivisie. Het seizoen erna werd hij na een maand verhuur definitief overgenomen door Leicester City FC. Hier speelde hij tot 2008, waarna hij naar Cheltenham Town FC vertrok. Hierna speelde hij nog voor de amateurclubs Sutton United FC, Woking FC, Farnborough FC, Hastings United, Eastbourne Borough FC en Kingstonian FC. In 2006 speelde hij één interland voor het Ghanees voetbalelftal, een vriendschappelijke wedstrijd tegen Mexico op 2 maart die met 1-0 werd verloren.

### Statistieken
| Seizoen                    | Club                  | Land           | Competitie       | Competitie | Competitie | Beker | Beker | Overig | Overig | Totaal | Totaal |
| Seizoen                    | Club                  | Land           | Competitie       | Wed.       | Dlp.       | Wed.  | Dlp.  | Wed.   | Dlp.   | Wed.   | Dlp.   |
| -------------------------- | --------------------- | -------------- | ---------------- | ---------- | ---------- | ----- | ----- | ------ | ------ | ------ | ------ |
| 2000/01                    | Fulham FC             | Engeland       | First Division   | 0          | 0          | 0     | 0     | 1      | 0      | 1      | 0      |
| 2001/02                    | → Bristol Rovers FC   | Engeland       | Third Division   | 7          | 0          | 0     | 0     | 1      | 0      | 8      | 0      |
| 2002/03                    | Fulham FC             | Engeland       | Premier League   | 10         | 0          | 0     | 0     | 0      | 0      | 10     | 0      |
| 2003/04                    | → Norwich City FC     | Engeland       | First Division   | 4          | 0          | 0     | 0     | 0      | 0      | 4      | 0      |
| 2003/04                    | Fulham FC             | Engeland       | Premier League   | 0          | 0          | 0     | 0     | 0      | 0      | 0      | 0      |
| 2004/05                    | Fulham FC             | Engeland       | Premier League   | 1          | 0          | 0     | 0     | 1      | 0      | 2      | 0      |
| 2004/05                    | → RBC Roosendaal      | Nederland      | Eredivisie       | 15         | 2          | 0     | 0     | 6      | 5      | 21     | 7      |
| 2005/06                    | → Leicester City FC   | Engeland       | Championship     | 6          | 0          | 0     | 0     | 1      | 0      | 7      | 0      |
| 2005/06                    | Leicester City FC     | Engeland       | Championship     | 27         | 3          | 2     | 1     | 2      | 0      | 31     | 4      |
| 2006/07                    | Leicester City FC     | Engeland       | Championship     | 31         | 5          | 0     | 0     | 2      | 1      | 33     | 6      |
| 2007/08                    | Leicester City FC     | Engeland       | Championship     | 0          | 0          | 0     | 0     | 0      | 0      | 0      | 0      |
| 2008/09                    | Cheltenham Town FC    | Engeland       | League One       | 22         | 5          | 2     | 0     | 0      | 0      | 24     | 5      |
| 2009/10                    | Cheltenham Town FC    | Engeland       | League Two       | 24         | 4          | 1     | 0     | 1      | 1      | 26     | 5      |
| 2010/11                    | Sutton United FC      | Engeland       | Isthmian Premier | 3          | 1          | 0     | 0     | 0      | 0      | 3      | 1      |
| 2010/11                    | Woking FC             | Engeland       | Conference South | 34         | 13         | 3     | 1     | 3      | 3      | 40     | 17     |
| 2011/12                    | Woking FC             | Engeland       | Conference South | 39         | 10         | 2     | 1     | 1      | 0      | 42     | 11     |
| 2012/13                    | Farnborough FC        | Engeland       | Conference South | 18         | 3          | 0     | 0     | 2      | 1      | 20     | 4      |
| 2012/13                    | → Hastings United     | Engeland       | Isthmian Premier | 4          | 0          | 0     | 0     | 0      | 0      | 4      | 0      |
| 2013/14                    | Farnborough FC        | Engeland       | Conference South | 19         | 2          | 0     | 0     | 2      | 0      | 21     | 2      |
| 2013/14                    | Eastbourne Borough FC | Engeland       | Conference South | 20         | 7          | 0     | 0     | 0      | 0      | 20     | 7      |
| 2014/15                    | Kingstonian FC        | Engeland       | Isthmian Premier | 41         | 6          | 4     | 5     | 4      | 1      | 49     | 12     |
| Carrièretotaal             | Carrièretotaal        | Carrièretotaal | Carrièretotaal   | 325        | 61         | 14    | 8     | 27     | 12     | 366    | 81     |
| Bijgewerkt op 18 juli 2018 |                       |                |                  |            |            |       |       |        |        |        |        |